# Schota-Rustaweli-Staatspreis
Der Schota-Rustaweli-Staatspreis (georgisch შოთა რუსთაველის სახელობის პრემია Shot’a Rust’avelis Sakhelobis Premia) ist der höchste Preis Georgiens auf den Gebieten der Literatur, Kunst und Architektur.
Der nach dem georgischen Nationaldichter Schota Rustaweli benannte Preis wurde 1965 gestiftet. Er wird alle drei Jahre in den Sparten Literatur, Musik, Bildende Kunst, Architektur, Theater und Film verliehen.
Der Preis ist mit 15.000 Lari (etwa 7.500 €) dotiert. Die Preisträger werden vom Präsidialkomitee für Staatspreise der Literatur, Kunst und Architektur ermittelt. Die Schlussentscheidung trifft eine Fachjury.

## Preisträger
- Irakli Abaschidse, Lyriker (1965)
- Elgudscha Amaschukeli, Bildhauer (1965)
- Konstantine Gamsachurdia, Schriftsteller (1965)
- Lado Gudiaschwili, Maler (1965)
- Elena Achwlediani, Malerin (1971)
- Sulchan Nasidse, Komponist (1973)
- Nodar Dumbadse, Schriftsteller (1975)
- Bidsina Kwernadse, Komponist (1985)
- Merab Kokotschaschwili, Filmregisseur (1987)
- Tschabua Amiredschibi, Schriftsteller (1992)
- Zurab Sotkilava, Sänger (1993)
- Grigol Abaschidse, Dichter (1994)
- Natela Iankoschwili, Malerin (1995)

- Mikola Baschan, Lyriker
- Sergo Kobuladse, Maler
- Muchran Matschawariani, Lyriker
- Tengis Abuladse, Filmregisseur
- Irakli Otschiauri, Bildhauer
- Guram Pataraia, Filmregisseur
- Nino Ramischwili, Tänzerin
- Sergo Sakariadse, Schauspieler
- Korneli Sanadse, Maler
- Iliko Suchischwili, Tänzerin
- Artschil Sulakauri, Lyriker und Erzähler
- Ramas Tschchikwadse, Schauspieler
- Tamas Tschiladse, Dichter